# Edith Bush
Edith Linwood Bush (* 15. September 1882 in Everett, Massachusetts, Vereinigte Staaten; †  3. November 1977 in Waltham, Massachusetts, Vereinigte Staaten) war eine US-amerikanische Mathematikerin und Hochschullehrerin. Sie war die zweite Dekanin des Jackson College und die erste Professorin, die am College of Engineering des Tufts College lehrte.

## Leben und Werk
Bush war die Tochter von Reverend Richard Perry Bush und Emma Linwood Paine Bush. Sie verbrachte den Großteil ihrer Kindheit in Chelsea (Massachusetts). Wie ihr Bruder Vannevar Bush und ihre Schwester besuchte sie die Alma Mater ihres Vaters und schloss 1903 ihr Studium an der Tufts University ab. Während ihres Studiums war Bush in der Studentenverbindung Chi Omega und Phi Beta Kappa aktiv.
Von 1906 bis 1918 leitete Bush die Mathematikabteilung der Chelsea High School, wo sie ihren jüngeren Bruder Vannevar Bush in Trigonometrie unterrichtete. Von 1918 bis 1920 war sie Rektorin der Provincetown High School. Danach kehrte sie an das Tufts College zurück, wo sie 1922 zur Assistenzprofessorin für Mathematik, 1925 zur ordentlichen Professorin für Mathematik und Leiterin der Frauenabteilung ernannt wurde. Sie war die erste Professorin, die am College of Engineering des Tufts College lehrte.
1925 wurde Bush Dekanin des Jackson College for Women des Tufts College.
Sie zog mit ihrer Mutter in die Professors Row 72, wo der vorherige Dekan des Jackson College gewohnt hatte.
1942 verlieh ihr das Tufts College die Ehrendoktorwürde. Im Jahr zuvor hatte sie den Distinguished Service Award der Alumni Association erhalten.
Sie ging 1952 nach 32 Dienstjahren an ihrer Alma Mater in den Ruhestand und wurde zur emeritierten Dekanin ernannt.  Sie lebte in einem Haus in Princetown, das ihr Großvater, Captain Lysander N. Paine, erbaut hatte.
1959 benannte das Tufts College ein neues Wohnheim, Bush Hall, ihr zu Ehren.
Bush starb nach langer Krankheit 1977 in Waltham.